# Ester (Millais)
Ester es una pintura de 1865 de John Everett Millais que representa al personaje central del bíblico Libro de Ester. Pertenece a la fase esteticista de Millais, cuando fue influenciado por el trabajo de Frederic Leighton y James McNeill Whistler.
La pintura representa a Ester, la esposa judía del rey persa Asuero, mientras se prepara para entrar en presencia de su marido. Como no está invitada, corre el riesgo de morir, pero lo hace para informarle de un complot contra los judíos.
Millais tomó prestada la sobretúnica amarilla larga, una prenda que el emperador chino le obsequió al general Gordon después de su victoria sobre la rebelión Taiping. Con el fin de crear un efecto culturalmente inespecífico, le dio la vuelta, produciendo los patrones abstractos visibles en la pintura.
Millais crea un efecto visual dramático mediante vívidos contrastes de colores, contrastando el azul profundo de la cortina contra el vestido amarillo y las columnas blancas. La minimización del aspecto narrativo de la escena también está en línea con el enfoque esteticista de los artistas que está imitando y desafiando.
Se representa a Esther ajustando perlas en su largo cabello, mientras se prepara para colocar su corona sobre su cabeza y entrar. Este gesto se deriva de las pinturas de Tiziano, cuyas técnicas de coloración imita Millais, junto con el modelado del rostro y el característico cabello "rojo tiziano". Esto también se compara con la exuberante cabellera pelirroja de la obra anterior de Millais, La dama de honor, y con algunas obras contemporáneas de Dante Gabriel Rossetti. El biógrafo de Millais, Marion Spielmann, escribió que la pintura era "la más modernamente tratada de las primeras obras de Millais ... más en consonancia en su fuerte armonía con el audaz brillo de la actualidad [1898] que la fuerza más sólida de hace cuarenta años".